# Jan Brożek
Pour les articles homonymes, voir Brożek.
Jan Brożek [jan 'brɔʒɛk] (Ioannes Broscius, Joannes Broscius ou Johannes Broscius,; 1er novembre 1585 – 21 novembre 1652) est un mathématicien, astronome, médecin, poète, écrivain et musicien polonais, recteur de l'université Jagellonne de Cracovie.

## Travaux
- Geodesia distantiarum (1610) ;
- Dissertatio astronomica (1616) ;
- Dissersatio de cometa Astrophili (1619) ;
- De dierum inaequalitate (1619) ;
- Arithmetica integrorum (1620) ;
- Apologja pierwsza kalendarz a rzymskiego powszechnego (1641) ;
- Apologia pro Aristotele et Euclide (1652) ;
- De numeris perfectis disceptatio (1637) ;
- Epistolae ad naturam ordinariam figurarum plenius intelligendum (1615) ;
- Peripatheticus Cracowiensis ;
- De litterarum in Polonia vet ustate ;
- Sermo in synodo Luceornensi (1641) ;
- Discurs Ziemianina z Plebanem (1625)  
  - Gratis, albo Discurs I Ziemianina z Plebanem ;
  - Przywiley, albo Discurs II Ziemianina z Plebanem ;
  - Consens, albo Discurs III Ziemianina z Plebanem .